# タイズ県
タイズ県(タイズけん、アラビア語: تعز, Ta'izz Governorate)はイエメンの県の一。イエメン南西部にあり、行政府所在地はタイズ。かつては北イエメン領であった。人口は300万人以上。

## 概要
紅海に面しているが、内陸部は標高3千mを超える山地となっている。港町としてモカがあり、コーヒー豆の輸出で知られている。平地は乾燥気候であるが、山地帯では年間降水量が1,000mmを超えるなど、雨量に恵まれている。そのため、綿やモロコシ、ゴマなどのほか、マンゴーやコーヒーも栽培されている。タイズが1948年から1962年までイエメン王国の首都であったこともあり、モカでの交易も含め商業活動も活発である。

## 歴史
2015年から始まった内戦では、政府軍と反政府軍の勢力範囲の境界域となり、2016年11月にはタイズの包囲網をめぐり激しい衝突が発生した。

## 隣接する県
- フダイダ県
- イッブ県
- ダーリウ県
- ラヒジュ県